# Hyphessobrycon moniliger
Hyphessobrycon moniliger är en fiskart som beskrevs av Moreira, Lima och Costa 2002. Hyphessobrycon moniliger ingår i släktet Hyphessobrycon och familjen Characidae. Inga underarter finns listade i Catalogue of Life.